# Palawandrongo
De palawandrongo (Dicrurus palawanensis) is een naar het eiland Palawan genoemde zangvogelsoort uit de familie Dicruridae (drongo's). De vogel werd in 1878 door de vogelkundige Arthur Hay (van 1862 tot 1876 bekend als "Lord Walden" en daarna als de negende Markies van Tweeddale) als aparte soort beschreven. Lange tijd werd dit taxon beschouwd als ondersoort van de haarkuifdrongo (D. hottentottus), maar volgens een in 2020 gepubliceerd onderzoek is de soortstatus verdedigbaar.

## Kenmerken
De soort is iets kleiner dan de haarkuifdrongo en heeft een bronskleurige glans over de rugveren. De haarvormige kuif ontbreekt meestal.

## Verspreiding en leefgebied
De palawandrongo is een endemische bosvogel op de Filipijnen.
Er zijn twee ondersoorten:
- D. p. palawanensis:  op het eiland Palawan en omliggende eilandjes.
- D. p. cuyensis: op de Cuyo-eilanden (Cuyo, Pamalican en Semirara).

## Status
De grootte van de populaties is niet gekwantificeerd maar de ondersoort D. p. palawanensis wordt omschreven als algemeen en de ondersoort D. p. cuyensis als schaars. Op de Rode lijst van de IUCN heeft deze soort de status niet bedreigd.